# Раяно
Раяно (італ. Raiano) — муніципалітет в Італії, у регіоні Абруццо,  провінція Л'Аквіла.
Раяно розташоване на відстані близько 115 км на схід від Рима, 50 км на південний схід від Л'Акуїли.
Населення — 2814 осіб (2014).
Щорічний фестиваль відбувається 18 травня. Покровитель — San Venanzio.

## Демографія
Населення за роками:

Станом на 1 січня 2023 року в муніципалітеті офіційно проживало 186 іноземців з 25 країн, серед них 57 громадян країн Євросоюзу та 8 громадян України.

## Сусідні муніципалітети
- Кастель-ді-Іері
- Кастельвеккьо-Субекуо
- Корфініо
- Горіано-Сіколі
- Моліна-Атерно
- Пратола-Пелінья
- Прецца
- Вітторито